# Hrabstwo Fentress
Hrabstwo Fentress (ang. Fentress County) – hrabstwo w stanie Tennessee w Stanach Zjednoczonych. Obszar całkowity hrabstwa obejmuje powierzchnię 498,97 mil² (1292,33 km²). Według szacunków United States Census Bureau w roku 2009 miało 17 677 mieszkańców.
Hrabstwo powstało w 1823 roku. 
Hrabstwo należy do nielicznych hrabstw w Stanach Zjednoczonych należących do tzw. dry county, czyli hrabstw gdzie decyzją lokalnych władz obowiązuje całkowita prohibicja.

## Miasta
- Allardt
- Jamestown[6]

## CDP

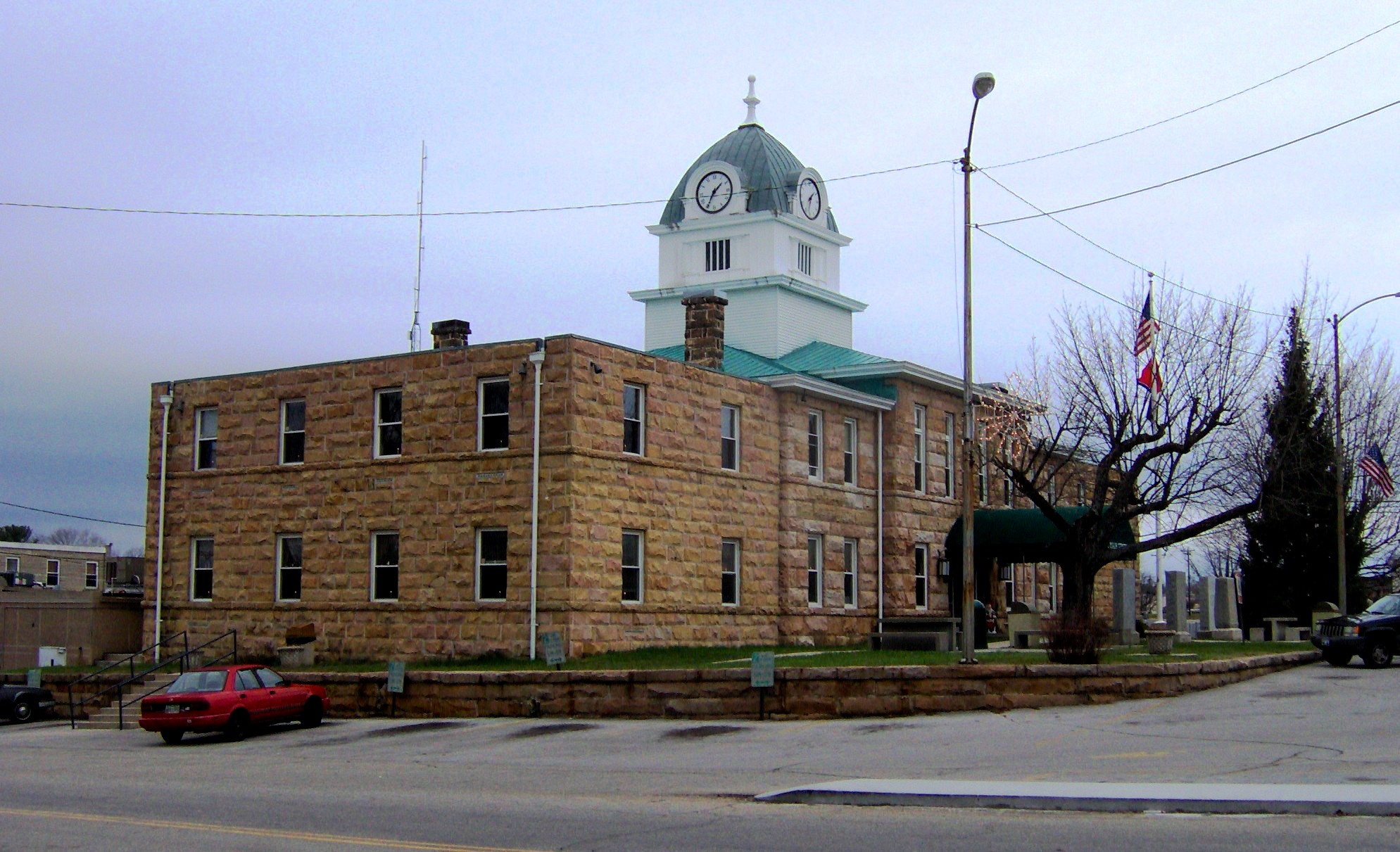
Budynek administracji hrabstwa (courthouse) w Jamestown

- Clarkrange
- Grimsley[6]